# Maccabi Tel Aviv B.C. 2019-2020
Questa voce raccoglie le informazioni riguardanti il Maccabi Tel Aviv B.C. nelle competizioni ufficiali della stagione 2019-2020.

## Stagione
La stagione 2019-2020 del Maccabi Tel Aviv B.C. è la 66ª nel massimo campionato israeliano di pallacanestro, la Ligat ha'Al.

## Roster
Aggiornato al 27 luglio 2019
| Maccabi FOX Tel Aviv 2019-20 | Maccabi FOX Tel Aviv 2019-20 |
| Giocatori                    | Staff tecnico                |
| ---------------------------- | ---------------------------- |

| N. | Naz.                                        | Ruolo | Nome                  | Anno | Alt.   | Peso   |  |
| -- | ------------------------------------------- | ----- | --------------------- | ---- | ------ | ------ |  |
| 0  | Stati Uniti (bandiera)                      | G     | Elijah Bryant         | 1995 | 196 cm | 95 kg  |  |
| 1  | Stati Uniti (bandiera) · Turchia (bandiera) | P     | Scottie Wilbekin      | 1993 | 188 cm | 80 kg  |  |
| 2  | Stati Uniti (bandiera)                      | AC    | Quincy Acy            | 1990 | 201 cm | 109 kg |  |
| 3  | Stati Uniti (bandiera)                      | C     | Jalen Reynolds        | 1992 | 208 cm | 104 kg |  |
| 4  | Stati Uniti (bandiera)                      | A     | Angelo Caloiaro       | 1989 | 203 cm | 102 kg |  |
| 5  | Stati Uniti (bandiera)                      | C     | Othello Hunter        | 1986 | 203 cm | 107 kg |  |
| 6  | Stati Uniti (bandiera) · Israele (bandiera) | GA    | Sandy Cohen           | 1995 | 198 cm | 91 kg  |  |
| 7  | Israele (bandiera)                          | AG    | Omri Casspi           | 1988 | 206 cm | 102 kg |  |
| 8  | Israele (bandiera)                          | GA    | Deni Avdija           | 2001 | 205 cm | 99 kg  |  |
| 9  | Stati Uniti (bandiera)                      | P     | Aaron Jackson         | 1986 | 191 cm | 83 kg  |  |
| 10 | Israele (bandiera)                          | PG    | Amit Aharoni          | 2002 | 185 cm |        |  |
| 11 | Stati Uniti (bandiera) · Grecia (bandiera)  | G     | Tyler Dorsey          | 1996 | 196 cm | 83 kg  |  |
| 12 | Stati Uniti (bandiera) · Israele (bandiera) | PG    | John DiBartolomeo (C) | 1991 | 183 cm | 79 kg  |  |
| 14 | Stati Uniti (bandiera)                      | P     | Nate Wolters          | 1991 | 193 cm | 86 kg  |  |
| 15 | Stati Uniti (bandiera) · Israele (bandiera) | AG    | Jake Cohen            | 1990 | 208 cm | 107 kg |  |
| 16 | Francia (bandiera) · Israele (bandiera)     | G     | Frédéric Bourdillon   | 1991 | 193 cm | 86 kg  |  |
| 18 | Israele (bandiera)                          | GA    | Dori Sahar            | 2001 | 195 cm |        |  |
| 24 | Israele (bandiera)                          | AP    | Harel Rinski          | 2002 | 197 cm |        |  |
| 25 | Israele (bandiera)                          | C     | Yonathan Atias        | 2001 | 205 cm |        |  |
| 28 | Stati Uniti (bandiera)                      | AC    | Tarik Black           | 1991 | 206 cm | 113 kg |  |
| 32 | Stati Uniti (bandiera) · Israele (bandiera) | AC    | Amar'e Stoudemire     | 1982 | 208 cm | 111 kg |  |
| 50 | Israele (bandiera)                          | GA    | Yovel Zoosman         | 1998 | 200 cm | 90 kg  |  |

| Allenatore |
| - Giannīs Sfairopoulos                                                                                            |
| Assistente/i |
| - Tim Fanning - Vasilīs Geragotellis - Veljko Perović Legenda - (C) Capitano - (IN) Inattivo - Infortunato Roster |

## Mercato

### Sessione estiva
| Acquisti | Acquisti       | Acquisti          | Acquisti      | Acquisti |
| R.       | Nome           | da                | Modalità      |          |
| -------- | -------------- | ----------------- | ------------- | -------- |
| C        | Othello Hunter | CSKA Mosca        | definitivo    |          |
| G        | Elijah Bryant  | Hapoel Eilat      | definitivo    |          |
| P        | Nate Wolters   | Žalgiris Kaunas   | definitivo    |          |
| AC       | Quincy Acy     | Shenzhen Leopards | definitivo    |          |
| G        | Kendrick Ray   | Le Mans           | fine prestito |          |
| AG       | Omri Casspi    | Free agent        | definitivo    |          |
| G        | Tyler Dorsey   | Memphis Grizzlies | definitivo    |          |
| GA       | Sandy Cohen    | Green Bay Phoenix | definitivo    |          |

| Cessioni | Cessioni        | Cessioni         | Cessioni       | Cessioni |
| R.       | Nome            | a                | Modalità       |          |
| -------- | --------------- | ---------------- | -------------- | -------- |
| AC       | Alex Tyus       | UNICS Kazan'     | fine contratto |          |
| G        | Michael Roll    | Olimpia Milano   | fine contratto |          |
| C        | Johnny O'Bryant | Lokomotiv Kuban' | fine contratto |          |
| G        | Kendrick Ray    | AEK Atene        | rescissione    |          |
| P        | Jeremy Pargo    | S.C. Warriors    | fine contratto |          |
| G        | DeAndre Kane    | Free agent       | fine contratto |          |

### Dopo l'inizio della stagione
| Acquisti | Acquisti            | Acquisti           | Acquisti         | Acquisti   |
| R.       | Nome                | da                 | Data             | Modalità   |
| -------- | ------------------- | ------------------ | ---------------- | ---------- |
| P        | Aaron Jackson       | Zhejiang Lions     | 16 dicembre 2019 | definitivo |
| C        | Jalen Reynolds      | Stockton Kings     | 28 dicembre 2019 | definitivo |
| AC       | Amar'e Stoudemire   | Free agent         | 22 gennaio 2020  | definitivo |
| G        | Frédéric Bourdillon | Mac. Rishon LeZion | 11 giugno 2020   | definitivo |

| Cessioni | Cessioni       | Cessioni   | Cessioni       | Cessioni    |
| R.       | Nome           | a          | Data           | Modalità    |
| -------- | -------------- | ---------- | -------------- | ----------- |
| C        | Jalen Reynolds | Free agent | 7 maggio 2020  | rescissione |
| AC       | Tarik Black    | Free agent | 23 maggio 2020 | rescissione |
| P        | Nate Wolters   | Free agent | 31 maggio 2020 | rescissione |
| P        | Aaron Jackson  | Free agent | 14 giugno 2020 | rescissione |